# شهرستان لایو اوک (تگزاس)
شهرستان لایو اوک، تگزاس (به انگلیسی: Live Oak County, Texas) یک سکونتگاه مسکونی در ایالات متحده آمریکا است که در تگزاس واقع شده‌است.

## خصوصیات
شهرستان لایو اوک ۲٬۷۹۴٫۶۱ کیلومترمربع مساحت دارد.